# Nasoona crucifera
Espèce
Synonymes
- Erigone crucifera Thorell, 1895
- Erigone occipitalis Thorell, 1895
- Erigone gibbicervix Thorell, 1898
- Trematocephalus eustylis Simon, 1909
- Trematocephalus bivittatus Simon, 1909
- Nasoona prominula Locket, 1982

Nasoona crucifera est une espèce d'araignées aranéomorphes de la famille des Linyphiidae.

## Distribution
Cette espèce se rencontre en Inde, en Chine, en Birmanie, en Thaïlande, au Viêt Nam, au Laos, en Malaisie, à Singapour, en Indonésie à Sumatra et au Kalimantan et à Taïwan.

## Description
Les femelles syntypes mesurent de 2 à 2,5 mm

## Systématique et taxinomie
Cette espèce a été décrite sous le protonyme Erigone crucifera par Thorell en 1895. Elle est placée dans le genre Nasoona par Tanasevitch en 2010.
Erigone occipitalis, Erigone gibbicervix, Trematocephalus eustylis et Trematocephalus bivittatus ont été placées en synonymie par Tanasevitch en 2010.
Nasoona prominula a été placée en synonymie par Tanasevitch en 2022.

## Publication originale
- Thorell, 1895 : Descriptive catalogue of the spiders of Burma. London, p. 1-406 (texte intégral).